# 伊藤俊治
伊藤 俊治（いとう としはる、1953年6月26日 - ）は、日本の美術評論家、写真評論家、美術史家。東京芸術大学名誉教授。多摩美術大学客員教授。 京都芸術大学 大学院 芸術研究科（通信教育)教授。

## 来歴
秋田県生まれ。東京大学文学部美術史学科卒業、東京大学大学院人文科学研究科修士課程修了（西洋美術史専攻）。
多摩美術大学教授を経て、2002年より東京芸術大学美術学部先端芸術表現科教授。2021年3月に定年退任、名誉教授となる。
翻訳を含め、特に内外の写真史においても著書を多数刊行している。1985年のつくば写真美術館'85の企画にも参加。
1987年に著書『ジオラマ論』により、サントリー学芸賞を受賞している。

## 著書
- 『写真都市 City obscura 1830→1980』冬樹社 1984年
- 『裸体の森へ 感情のイコノグラフィー』筑摩書房「水星文庫」、1985年。ちくま文庫、1988年
- 『ジオラマ論　Diorama transfixion1435-2020 「博物館」から「南島」へ』リブロポート、1986年。ちくま学芸文庫、1996年
- 『生体廃墟論』リブロポート、1986年
- 『「写真と絵画」のアルケオロジー　遠近法リアリズム記憶の変容』白水社、1987年
- 『マジカル・ヘアー　髪のエロスとコスモス』PARCO出版局・ACROSS、1987年
- 『20世紀写真史』筑摩書房、1988年。ちくま学芸文庫、1992年 増補版2022年
- 『愛の衣裳　感情のイコノグラフィーII』筑摩書房、1990年。ちくま文庫、1994年
- 『東京身体映像』平凡社、1990年（日本の写真を対象、下記と対になっている）
- 『アメリカンイメージ』平凡社、1990年（海外の写真を対象）
- 『機械美術論　もうひとつの20世紀美術史』岩波書店、1991年
- 『20世紀イメージ考古学』朝日出版社、1992年
- 『写真史』朝日出版社、1992年
- 『電子美術論』NTT出版、1993年
- 『聖なる肉体 -HOLY BODY-』リブロポート、1993年
- 『トランス・シティ・ファイル』INAX出版、1993年
- 『20世紀エロス』青土社、1993年
- 『最後の画家たち　20世紀末芸術論』筑摩書房、1995年
- 『荒木経惟 生と死のイオタ』作品社、1998年
- 『バリ島芸術をつくった男 -ヴァルター・シュピースの魔術的人生』平凡社新書、2002年
- 『唐草抄 -装飾文様生命誌』牛若丸、2005年、増補版2022年
- 『陶酔映像論』青土社、2020年
- 『バウハウス 百年百図譜』牛若丸、2021年 図版解説

### 共編著
- 『日本近代写真の成立』金子隆一、柏木博、長谷川明と共著、青弓社 1987
- 『ディスコミュニケーション』植島啓司共著、リブロポート 1988
- 『ピンナップ・エイジ』伴田良輔共著、リブロポート、1989。新編・ちくま学芸文庫、2000
- 『写真表現の150年 ファインダーは何をとらえてきたか」日本放送出版協会 1989.7 NHK市民大学
- 『熱帯美術館』港千尋共著 リブロポート 1989
- 『映像人類学の冒険』港千尋共編 せりか書房 1999
- 『しあわせなデザイン』編　求龍堂 2004
- 『情報メディア学入門』編 オーム社 2006
- 『パリ The travels. no.1』清水玲奈共著 エクスナレッジ 2008
- 『共感のレッスン　超情報化社会を生きる』植島啓司共著、集英社 2017
- 『不在を撮る』神村光洋写真、飯沼珠実編 建築の建築 2021

### 翻訳
- ジョン・バージャー『イメージ 視覚とメディア』PARCO出版局 1986、ちくま学芸文庫 2013
- レスリー・フィードラー『フリークス 秘められた自己の神話とイメージ』旦敬介・大場正明共訳 青土社 1987、新版2019
- イアン・ジェフリー『写真の歴史 表現の変遷をたどる』石井康史共訳 岩波書店 1987
- ホイットニー・チャドウィック『シュルセクシュアリティ シュルレアリスムと女たち 1924-47』長谷川祐子共訳 PARCO出版局 1989
- ジョージ・レヴィンスキー『ヌードの歴史 Nude and naked』笠原美智子共訳 PARCO出版 1990
- 『ダイアン・アーバス作品集』筑摩書房 1992
- ピーター・ビアード『ジ・エンド・オブ・ザ・ゲーム』小野功生共訳 リブロポート 1993